# Comté de Ripley (Indiana)
Pour les articles homonymes, voir Comté de Ripley.
Le comté de Ripley  est un comté de l'État de l'Indiana, aux États-Unis. Il comptait 26 523 habitants en 2000. Son siège est Versailles.

## Cités et villes
- Batesville
- Holton
- Milan
- Napoleon
- Osgood
- Sunman
- Versailles

## Villesunincorporated
- Cross Plains
- Delaware
- Friendship
- Morris
- New Marion
- Old Milan
- Pierceville